# Bellevalia ciliata
Bellevalia ciliata là một loài thực vật có hoa trong họ Măng tây. Loài này được (Cirillo) T.Nees mô tả khoa học đầu tiên năm 1834.